# Домартен Дампјер
Домартен Дампјер (фр. Dommartin-Dampierre) насеље је и општина у североисточној Француској у региону Шампањ-Арден, у департману Марна која припада префектури Сент Манеу.
По подацима из 2011. године у општини је живело 72 становника, а густина насељености је износила 8,71 становника/km². Општина се простире на површини од 8,27 km². Налази се на средњој надморској висини од 153 метара.

## Демографија
| 1962. | 1968. | 1975. | 1982. | 1990. | 1999. | 2011. |
| ----- | ----- | ----- | ----- | ----- | ----- | ----- |
| 82    | 83    | 78    | 83    | 95    | 70    | 72    |

График промене броја становника у току последњих година